# Cybister cephalotes
Cybister cephalotes är en skalbaggsart som beskrevs av Sharp 1882. Cybister cephalotes ingår i släktet Cybister och familjen dykare. Inga underarter finns listade i Catalogue of Life.